# Олеринская, Ингрид Андреевна
И́нгрид Андре́евна Олери́нская (род. 14 марта 1992, Рязань, Рязанская область, Россия) — российская актриса кино, телевидения и дубляжа.
Получила известность после дебюта в фильме Романа Каримова «Неадекватные люди» (2010). Известна также своими ролями в телесериалах телеканала «СТС» «Корабль» (2014) и «Лондонград» (2015).

## Биография
Ингрид Олеринская родилась 14 марта 1992 года в Рязани. По словам Ингрид, таким именем её назвал отец в честь шведской актрисы Ингрид Бергман.
С 1-го по 5-й класс училась в рязанской средней школе № 25. Затем переехала с семьёй в Нижний Новгород, где до 2007 года училась в общеобразовательном лицее, после чего переехала в Москву. В 2009 году окончила лицей при Московском международном университете; одновременно с учёбой в лицее год ходила в Школу юного журналиста при факультете журналистики МГУ.
Летом 2009 года поступила на географический факультет Московского педагогического государственного университета (МПГУ). В это же время приняла участие в кастинге фильма «Неадекватные люди», прошла пять его туров, после чего была утверждена на главную женскую роль. Снималась в фильме одновременно с учёбой в МПГУ, частично сдала первую сессию, после чего бросила университет.
После выхода на экраны в 2010 году фильма «Неадекватные люди» Олеринская получила много хвалебных отзывов. Так, «Московский комсомолец» писал, что «Ингрид Олеринская определённо имеет прекрасные шансы стать звездой, у неё всё для этого есть — талант, красота, врождённый артистизм». Относительно того, что актриса, сыгравшая главную роль в фильме, не имеет актёрского образования, петербургский журнал о кино «The Movie» писал, что этот факт является ещё одним доказательством «того, что таланту нельзя научиться: он либо есть, либо его нет». Вместе с тем, газета «Известия» высказала мнение о том, что из-за неумения молодого режиссёра Романа Каримова работать с актёрами Олеринская в этой кинокартине выглядит эдакой «недо-Акиньшиной».

### Семья
Отец — Андрей Олеринский. В интервью, опубликованном осенью 2015 года, Олеринская сообщила, что её отца «нет уже пятый год…» и что он умер в 44 года; по её словам, родители прожили вместе девять лет, после чего расстались.
Мать — Тамара Олеринская.
Сестра — Полина Олеринская.
Брат — Дмитрий Олеринский.

## Фильмография
- 2010 — Неадекватные люди — Кристина, школьница-бунтарка, соседка Виталия Мухаметзянова
- 2011 — Вдребезги — школьница
- 2011 — Не кончается синее море — Наталья
- 2012 — Мама — Рита
- 2012 — Москва. Три вокзала (сезон № 4, серии № 9-12) — Эльвира Владимировна Арсентьева, стажёр
- 2012 — Наружное наблюдение — Ольга Нестерова
- 2013 — Билет на Vegas — Лиза
- 2014 — Корабль — Ирина Зябликова
- 2014 — Бобруйск—Дакар — Юля
- 2014 — В Москве всегда солнечно — официантка
- 2014 — Обнимая небо (серии № 7-9) — Наталья (в юности)
- 2015 — Лондонград. Знай наших! — Алиса Загорская, дочь олигарха, младший партнёр агентства «Лондонград»
- 2015 — Водяной (короткометражный) — девушка-пловец
- 2015 — Чудны дела твои, Господи! — Юлия
- 2015 — Нарушение правил — Вера Арсеньева
- 2016 — Помню — не помню! — Рита
- 2016 — Капитан полиции метро — Ксения («Холера»)
- 2016 — Женщина без чувства юмора — лейтенант Анна Фетисова
- 2016 — Взлом — Екатерина Алёхина, дочь полковника полиции
- 2017 — Вы все меня бесите (серия № 8) — Карина, менеджер по продажам
- 2018 — Клерк — Вика
- 2018 — Отрыв — Вика
- 2018 — Канцелярская крыса — Анна Логинова
- 2019 — Лови момент — актриса Ингрид
- 2019 — Элефант — Таня, дочь Валентина Шубина
- 2019 — Бабочки и птицы — Софья Макеева
- 2019 — Рикошет — Оксана
- 2020 — Неадекватные люди 2 — Кристина
- 2020 — Жизнь под чужим солнцем — Алина
- 2021 — Мастер — Полина Юртаева
- 2021 — И в счастье, и в беде — Анна Семина
- 2022 — Молодой человек — Лера
- 2022 — Ловец снов — Мария Неволина
- 2022 — Мафия — дело семейное — Яна Синицына
- 2023 — Ира — Ира
- 2023 — Трудные подростки (пятый сезон) — Екатерина Сергеевна Мечникова, новый тренер команды «Боги футбола» в центре помощи трудным подросткам.
- 2024 — Брат и сестра — Надя Страхова
- 2024 — По барам — Вика
- 2025 — На деревню дедушке — мама Владика
- 2025 — Туда

## Клипы
- 2020 — Би-2 — Бог проклятых — служанка

## Дубляж

### Компьютерные игры
- 2020 — Cyberpunk 2077 — Джуди Альварес[7]

### Аниме
- 2022 — Человек-бензопила — Химэно (дубляж Flarrow Films 2025 г.)[8]

## Награды и премии
- 2010 — диплом «За лучший актёрский дуэт» (с актёром Ильёй Любимовым) на XVIII фестивале российского кино «Окно в Европу» в Выборге — за работу в полнометражном художественном фильме режиссёра Романа Каримова «Неадекватные люди»[9].